# Piazza dei Martiri (Tripoli)
Piazza dei Martiri (in arabo ميدان الشهداء‎?, Maydān aš-Šuhadāʾ), chiamata piazza Verde (in arabo الساحة الخضراء‎?, as-Sāḥah al-Ḫaḍrāʾ) durante il regime di Muʿammar Gheddafi, è una piazza di Tripoli in Libia. 
Nel periodo coloniale italiano era denominata piazza Italia e dal 1951 al 1969 piazza Indipendenza.
La piazza si trova presso il porto ed è collegata al resto della città da Sciara Omar al-Mukhtar (durante il periodo coloniale conosciuta come corso Sicilia). Nella piazza durante il periodo coloniale italiano si trovava la fontana dei Cavalli Marini, il palazzo degli uffici del governo della Libia e il Consiglio delle corporazioni della Libia occidentale.
Prima della fine del regime di Gheddafi, c'era inoltre il Museo della Giamahiria. Attualmente vi è il Congresso generale del popolo.
Ha ospitato varie volte manifestazioni propagandistiche del regime di Gheddafi, soprattutto ogni anno in occasione del 2 marzo (Dichiarazione della Giamahiria), del 1º settembre (Giorno della rivoluzione o Al Fateh) e del 24 dicembre (Giorno dell'indipendenza).